# Vrsta, Bihać
Vrsta je naselje v občini Bihać, Bosna in Hercegovina. 

## Deli naselja
Vrsta.

## Prebivalstvo
| Pregled števila prebivalcev po letih | Pregled števila prebivalcev po letih | Pregled števila prebivalcev po letih | Pregled števila prebivalcev po letih | Pregled števila prebivalcev po letih | Pregled števila prebivalcev po letih |
| ------------------------------------ | ------------------------------------ | ------------------------------------ | ------------------------------------ | ------------------------------------ | ------------------------------------ |
| 1948                                 | 1953                                 | 1961                                 | 1971                                 | 1981                                 | 1991                                 |
| -                                    | -                                    | -                                    | 448                                  | 423                                  | 661                                  |

| Narodna sestava prebivalstva po letih                                                                                        | Narodna sestava prebivalstva po letih                                                                                        | Narodna sestava prebivalstva po letih                                                                                        |
| --- | --- | --- |
| 1971 | 1981 | 1991 |
| . skupaj: 448 Muslimani 355 (79,24 %) Srbi 89 (19,86 %) Hrvati 0 (0,00 %) Jugoslovani 0 (0,00 %) drugi in neznano 4 (0,89 %) | . skupaj: 423 Muslimani 360 (85,10 %) Srbi 57 (13,47 %) Hrvati 1 (0,23 %) Jugoslovani 4 (0,94 %) drugi in neznano 1 (0,23 %) | . skupaj: 661 Muslimani 603 (91,22 %) Srbi 43 (6,50 %) Hrvati 0 (0,00 %) Jugoslovani 0 (0,00 %) drugi in neznano 15 (2,26 %) |